# Kroucheani
Kroucheani (en macédonien Крушеани) est un village du sud-ouest de la Macédoine du Nord, situé dans la municipalité de Krivogachtani. Le village comptait 578 habitants en 2002.

## Démographie
Lors du recensement de 2002, le village comptait :
- Macédoniens : 574
- Serbes : 1
- Autres : 3